# Azərbaycan Kuboku 2001-2002
La Azərbaycan Kuboku 2001-2002 è stata la 11ª edizione della coppa nazionale azera, disputata tra il 18 ottobre 2001 con gli incontri del turno preliminare e il 28 maggio 2002 e conclusa con la vittoria del Neftçi Baku, al suo terzo titolo.

## Ottavi di finale
Gli incontri di andata si disputarono il 14 mentre quelli di ritorno il 28 novembre 2001.
| Squadra 1        | Totale | Squadra 2               | Andata | Ritorno |
| ---------------- | ------ | ----------------------- | ------ | ------- |
| Silavar Lenkaran | 2 - 6  | FK Karabakh             | 2 - 0  | 0 - 6   |
| FK Shamkir       | 6 - 0  | Dinamo Baku             | 3 - 0  | 3 - 0   |
| Umid Baku        | 1 - 6  | Xazar Universitesi Baku | 1 - 3  | 0 - 3   |
| Xäzär Länkäran   | 2 - 12 | Shafa Baku              | 0 - 0  | 2 - 12  |
| Lokomotiv Imisli | 2 - 5  | Neftçi Baku             | 2 - 2  | 0 - 3   |
| FC Sahdag Qusar  | 6 - 0  | MOIK Baku               | 3 - 0  | 3 - 0   |
| Araz Naxchivan   | 0 - 3  | FK Gäncä                | 0 - 0  | 0 - 3   |
| FK Shamkir       | 3 - 1  | Qarabag-Azersun Agdam   | 2 - 0  | 1 - 1   |

## Quarti di finale
Gli incontri di andata si disputarono il 9 aprile mentre quelli di ritorno il 11 maggio 2002.
| Squadra 1   | Totale | Squadra 2               | Andata | Ritorno |
| ----------- | ------ | ----------------------- | ------ | ------- |
| FK Gäncä    | 3 - 1  | PFC Turan Tovuz         | 2 - 0  | 1 - 1   |
| FK Shamkir  | 3 - 1  | FK Karabakh             | 2 - 0  | 1 - 1   |
| Neftçi Baku | 4 - 1  | FC Sahdag Qusar         | 3 - 1  | 1 - 0   |
| Shafa Baku  | 0 - 6  | Xazar Universitesi Baku | 0 - 3  | 0 - 3   |

## Semifinali
Gli incontri di andata si disputarono il 19 mentre quelli di ritorno il 22 maggio 2002.
| Squadra 1   | Totale | Squadra 2               | Andata | Ritorno |
| ----------- | ------ | ----------------------- | ------ | ------- |
| Neftçi Baku | 3 - 1  | FK Gäncä                | 1 - 0  | 2 - 1   |
| FK Shamkir  | 3 - 2  | Xazar Universitesi Baku | 2 - 0  | 1 - 2   |

## Finale
La finale venne disputata il 28 maggio 2002 a Baku. Il FK Shamkir abbandonò al minuto 84 quando l'arbitro concesse un rigore contro e il Neftçi Baku fu dichiarato campione.
|  | Neftçi Baku | 3 – 0 | FK Shamkir |  |